# 神殿奉献 (ロッホナー、1445年)
『神殿奉献』（しんでんほうけん、葡: Apresentação do Menino no Templo、英: Presentation of Christ in the Temple）は、ドイツの画家シュテファン・ロッホナーが1445年に制作した絵画である。1921年、ロンドンでアルメニア人の実業家カルースト・グルベンキアンにより購入され、現在、リスボンのカルースト・グルベンキアン財団の運営するカル―スト・グルベンキアン美術館に所蔵されている。
かつては二連祭壇画の一方のパネルで、今は別々になっている反対側のパネルは「キリストの降誕」 (アルテ・ピナコテーク、ミュンヘン) を描いている。本作の裏側の絵画は「聖痕を受ける聖フランチェスコ」を表している。本作は聖カタリナに奉納されており、「神殿奉献」を表している。ロッホナーによるこの主題を描いた2作品のうち最初のものであるが、2年後に完成したもっと大きな作品は、ドイツのダルムシュタットにある州立美術館に所蔵されている。本作と「キリストの降誕」を描いている反対側のパネルはロッホナーが残した作品中、わずか2点の制作年が記された絵画である。

## 作品

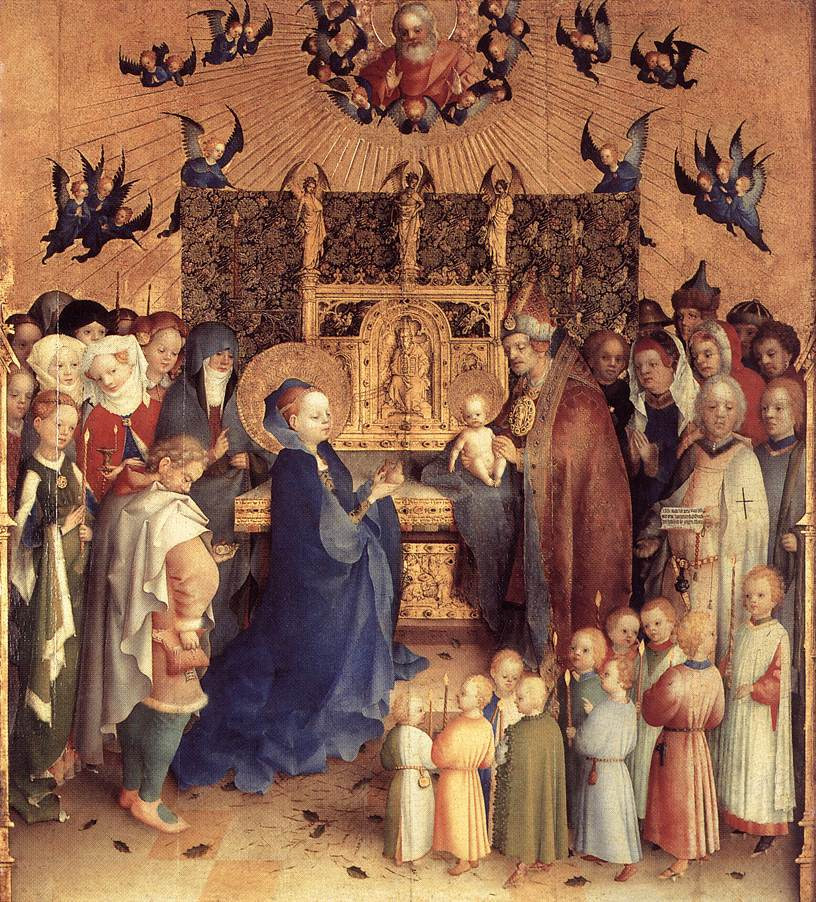
ロッホナー『神殿奉献』、1447年

絵画は後期国際ゴシック様式で描かれている。また、人物像の量感、衣服の角ばった襞、ひびまで再現されている詳細な石の描写などの点においては初期フランドル派絵画に由来し、影響を受けているように思われる。とりわけ抱神者シメオンの顔の類型と建築のいくつかの要素には類似点が見られる。
作品はどちかといえば静的で彫刻的であり、いかなる動きも絵画の中央場面の人物に限定されている。場面は丸天井のあるアプスのような建物に設定されており、中央に祭壇があるので、それはおそらく教会である。聖母マリアは左側に立っており、彼女の右側にはアンナ (預言者) がいる。アンナの背後には部分的にしか見えない聖ヨセフがおり、犠牲として捧げるハトを持っている。シメオンは緑色の衣服を纏って、非常に堂々として見えるが、泣いているようであり、それはおそらく彼がイエス・キリストを待ち受ける後の悲劇を知っているからであろう。彼は幼子イエスを抱いている。イエスはシメオンの首に触ろうと手を伸ばしており、その仕草は画面全体の厳めしさを和らげている。シメオンの背後のステンドグラスは、「石の板」を持っているモーセを表している。
リフレクトグラフィーによる調査は、最終的に彩色される前にほとんど準備用の下絵が描かれなかったことを示唆している。絵画が描かれている板は非常に良い状態にあり、わずかな絵具の損失を被っているにすぎない。絵画表面はそれほど保存状態はよくなく、重要な箇所に引っかき傷と絵具の損失がある。絵画は、1枚の縦に木目のあるオーク板の上に描かれている。
絵画は非常に平面的であるが、後ろの壁とアーチの枠の間の距離感を創造する、光の射しこみによって遠近法が作り出されている。他にも、床のタイルの相対的大きさ、重なる人物によって奥行きが示されている。